# Ощипко, Игорь Дмитриевич
И́горь Дми́триевич Ощи́пко (укр. Ігор Дмитрович Ощипко; род. 25 октября 1985, Серафинцы, Ивано-Франковская область) — украинский футболист, защитник.

## Биография
Начинал играть в родном селе, тренировался сначала с отцом, который тоже играл в футбол. Первым тренером был Любомир Матийчик. Поступил в Киевское республиканское училище физической культуры, там четыре года ходил в школу и тренировался. После школы тренер Александр Дериберин взял пятерых человек, в Москву, в команду второй лиги «Мострансгаз». Там пробыл почти год, но когда встал вопрос о российском гражданстве, без раздумий вернулся на Украину. Немного поиграл за «Пробий». Затем поехал на просмотр в «Шахтёр» и подошёл. Подписал контракт и пробыл в команде «Шахтёр-2» четыре года. 17 июня 2007 года впервые сыграл в чемпионате Украины, в матче «Шахтёр» — «Металлург» (Запорожье) (0:2), в том матче играли почти все игроки выступающие за «Шахтёр-2».
В сентябре 2007 года новый тренер «Карпат» Валерий Яремченко, который ранее работал с командой «Шахтёр-2», пригласил Игоря в аренду в команду. В июле 2008 года он стал полноправным игроком «Карпат».
В апреле 2010 года Мирон Маркевич впервые вызвал Игоря Ощипко в состав национальной сборной Украины на матчи в конце мая и начале июня 2010 года против Литвы, Румынии и Норвегии. 29 мая 2010 года дебютировал в составе национальной сборной Украины в товарищеском матче со сборной Румынии (3:2).
После того как большая часть игроков команды была выставлена на трансфер, Игорь отказался от снижения зарплаты и был исключён с основного состава. Вследствие этого продолжительное время не играл и в конце 2013 года получил статус «свободного агента», после чего покинул львовский клуб.
Зимой 2015 года перешёл в клуб австрийской Бундеслиги «Штурм» (Грац).
28 августа 2015 официально стал игроком молдавского клуба «Заря» (Бельцы).
7 января 2016 года появилась информация о переходе Игоря в «Ботев» (Пловдив).
11 января 2018 официально стал игроком клуба «Сталь» (Каменское).
Летом 2018 года стал игроком клуба «Минай», который покинул спустя год.

## Личная жизнь
Игорь женат, супругу зовут Аннета.